# Aciagrion hamoni
Aciagrion hamoni е вид водно конче от семейство Coenagrionidae. Видът е незастрашен от изчезване.

## Разпространение
Разпространен е в Бенин, Демократична република Конго, Кот д'Ивоар и Уганда.